# Hölebo härad
Hölebo härad var ett  härad i östra Södermanland. Häradet var Södermanlands läns nordostligaste härad och omfattade den södra delen av nuvarande Södertälje kommun och hela nuvarande Trosa kommun. Det är idag delat mellan Stockholms län och Södermanlands län.  Den totala arealen mätte knappt 357 km² och befolkningen uppgick år 1928 till 6 209 invånare. Tingsstället var under medeltiden Kålslåt, nära Nora i Vagnhärads socken, för att senare och intill 1875 vara i Åby i Vagnhärads socken, därefter i rådhusrättens lokaler i Trosa, för att 1911 flytta till Nyköping.

## Geografi
Hölebo härad var beläget vid Östersjön och inloppet till Himmerfjärden och Södertälje kanal. Häradsområdets fastlandsdel har odlade slättbygder främst kring Kyrksjön vid Hölö kyrka samt kring Trosaån. Bergs- och skogsbygder ligger dels i väster kring sjöarna Långsjön och Sillen, dels sydväst om havsviken Hållsviken. Häradsområdets kust är bergig och djupt inskuren av vikar och kantas av skärgård och fjärdar. Till Hölebo härad hörde även Mörkö, utom dess nordligaste del Dåderön. Vidare ligger ett mindre område av Näslandet på Södertörn inom området. I norr gränsade häradet mot Öknebo härad och i nordost mot Svartlösa härad. I öster ligger Sotholms härad, i sydväst Rönö härad och i väster Daga härad.

## Slott och gods i Hölebo härad

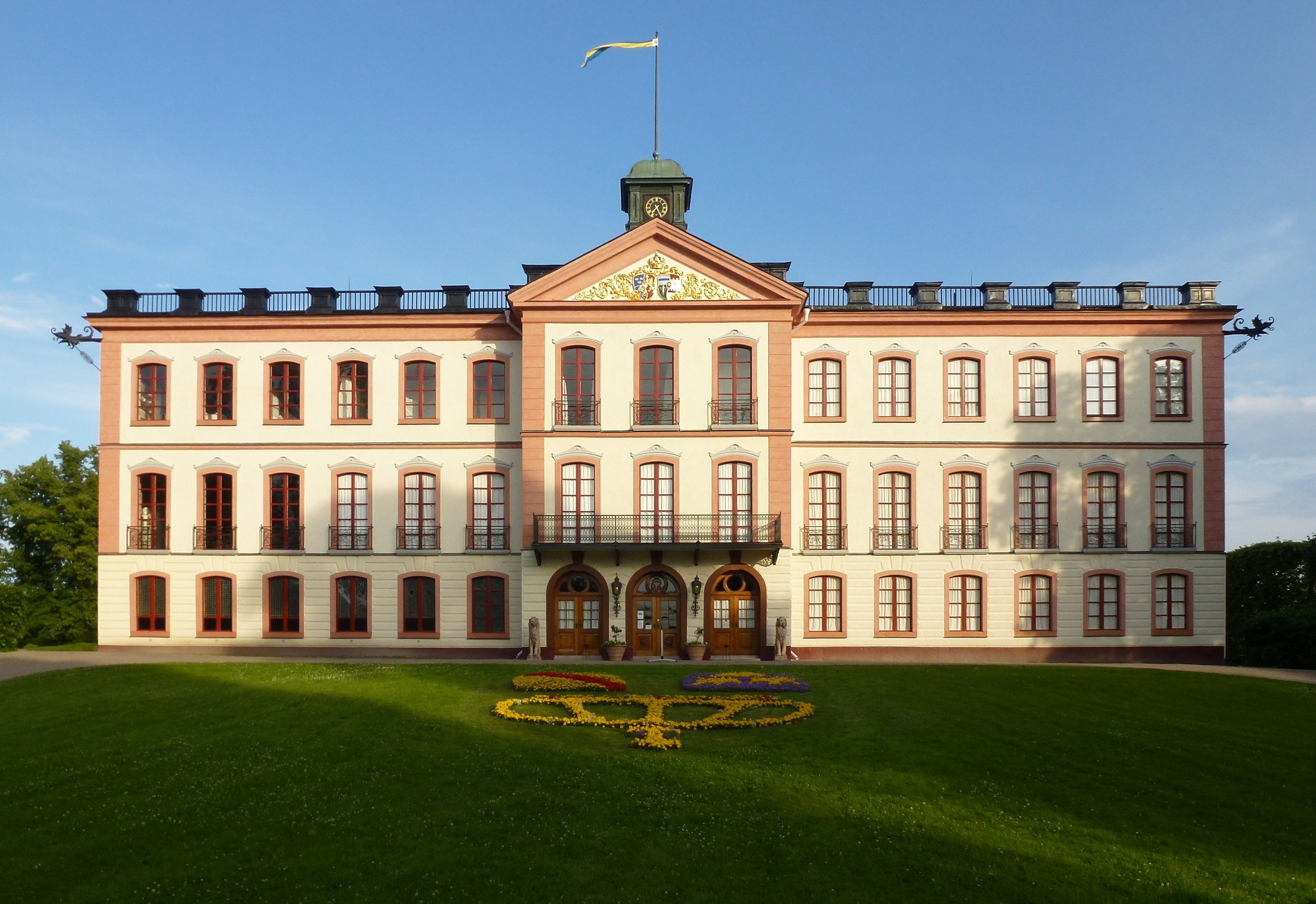
Tullgarns slott
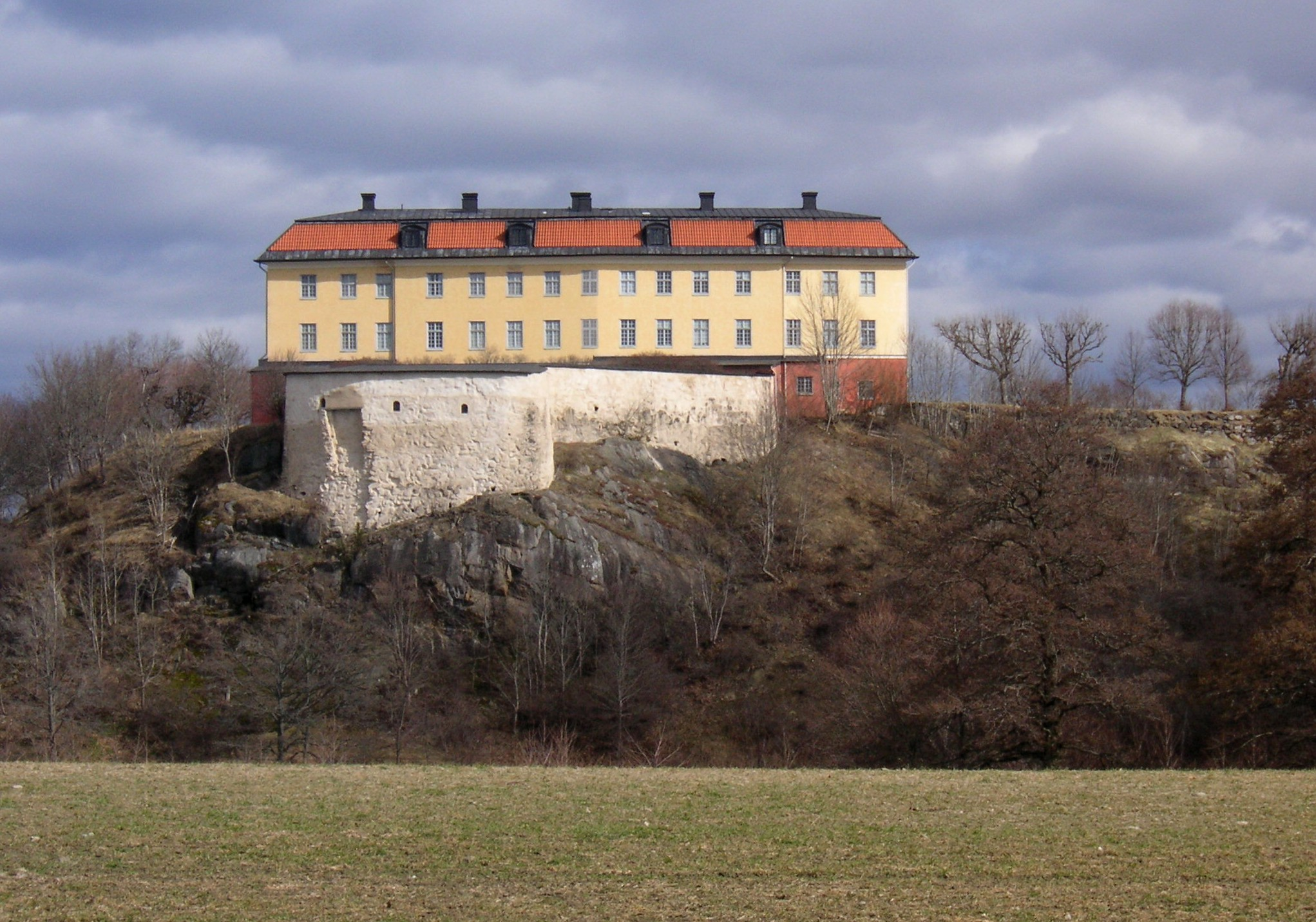
Hörningsholms slott
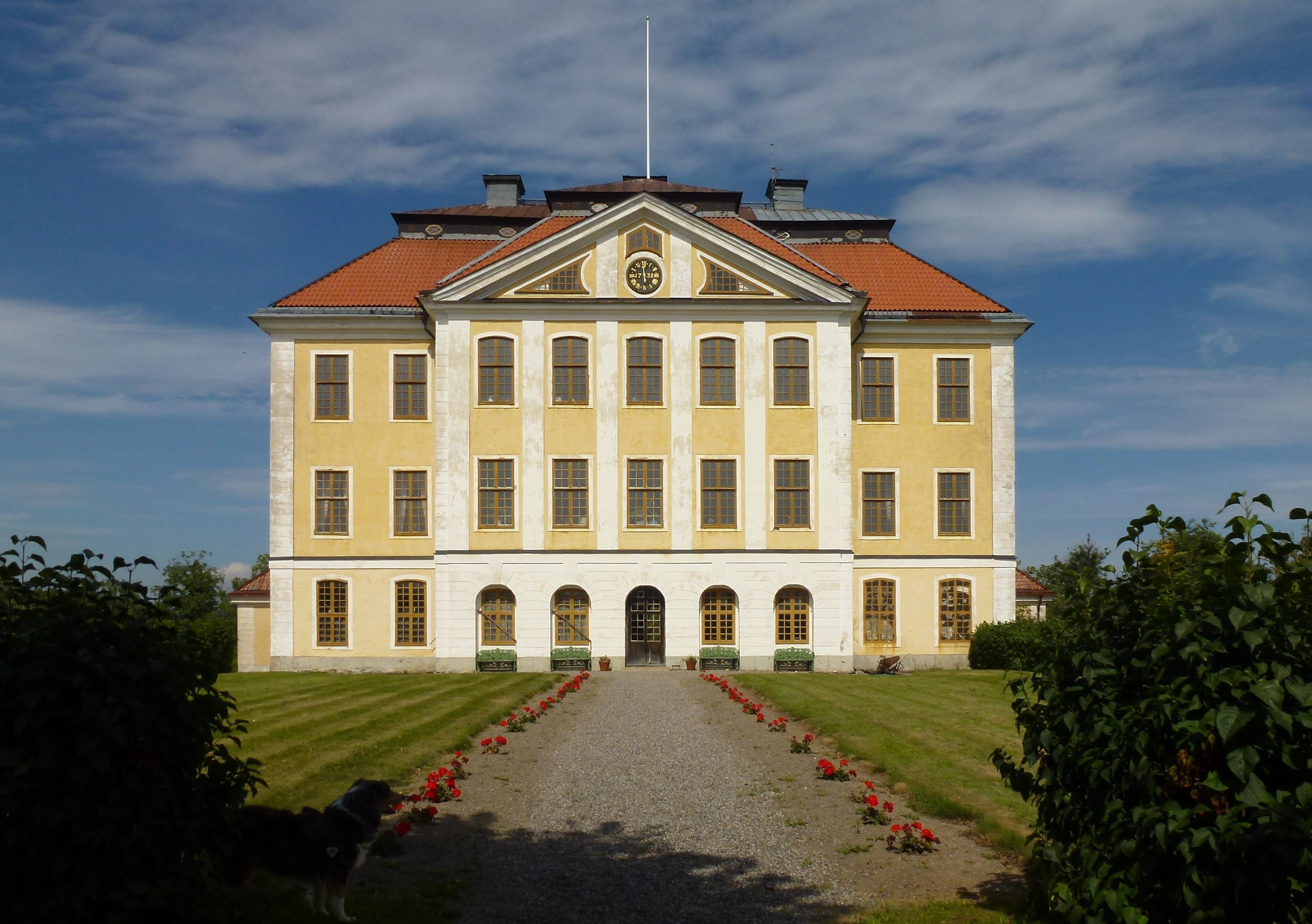
Tureholms slott
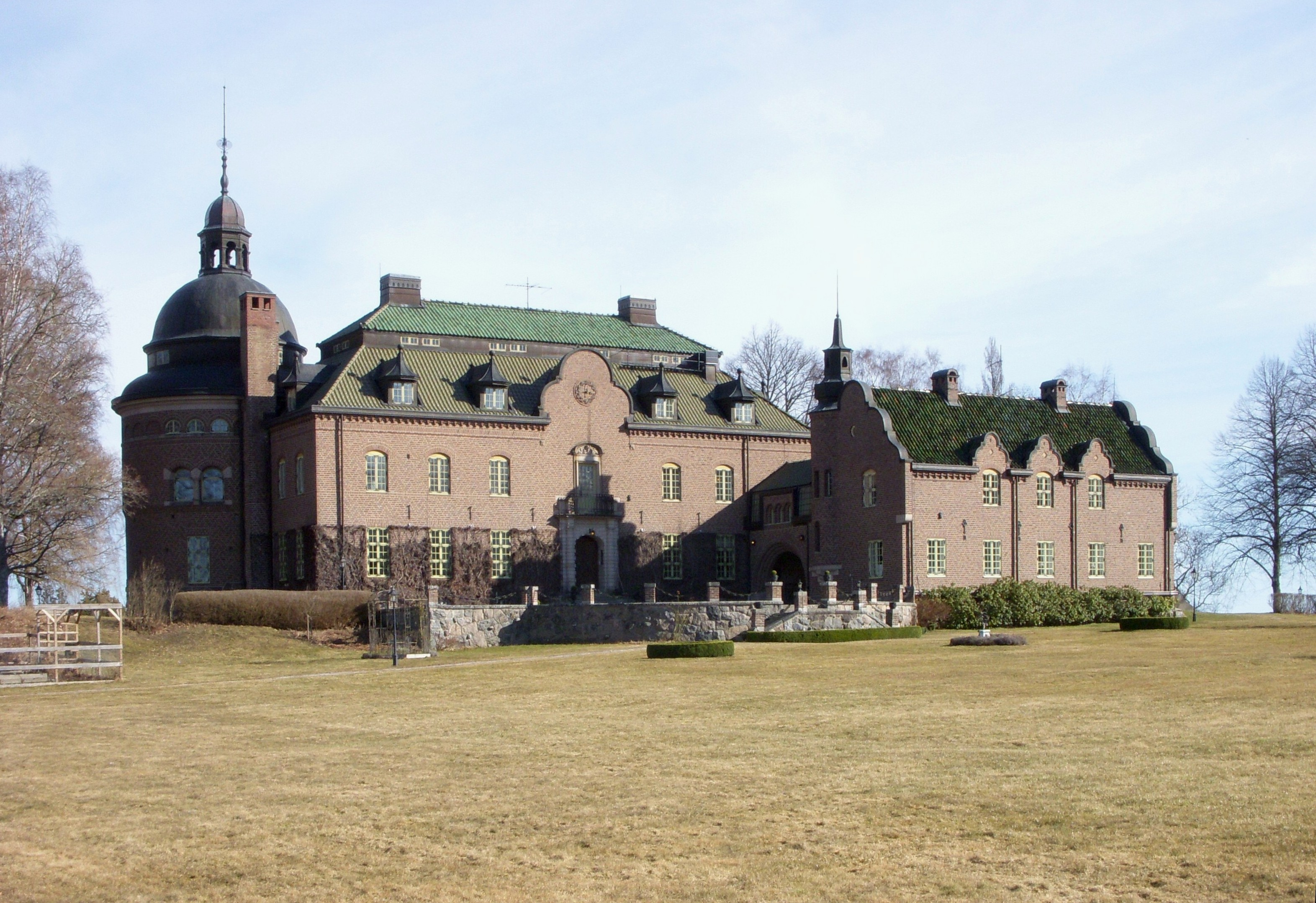
Ängsholm

### Socknar
Hölebo härad omfattade fem socknar. 
I Södertälje kommun i Stockholms län:
- Hölö
- Mörkö

I Trosa kommun i Södermanlands län:
- Trosa socken
- Vagnhärad
- Västerljung

Trosa stad hade egen jurisdiktion, rådhusrätt till 1948 då den blev en del av Nyköpings domsagas tingslag

## Historik

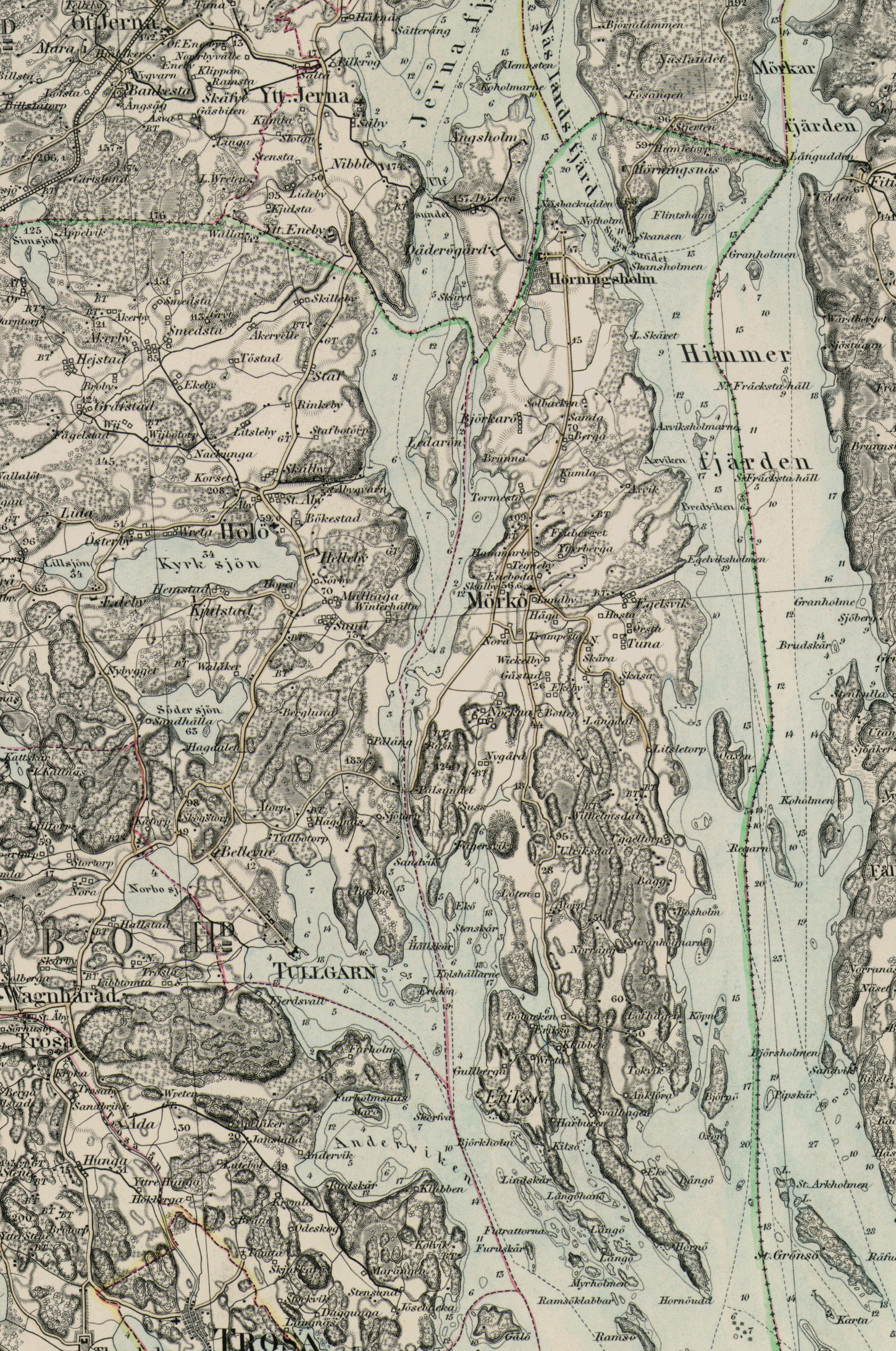
Generalstabskartan kartlagd 1854-1867

Omkring år 1350 infördes den nuvarande häradsindelningen i landskapet Södermanland och ersatte därmed de tidigare hundare som vilade på förhistoriska anor. Namnet skrevs år 1362 skrevs Hylbohundare, vilket är en genitivform av hølbo(a)r i betydelsen de som bor i Höle. Höle är i sin tur ett sydsvenskt dialektalt ord av fornsvenskans hyl med betydelsen djup göl i sjö eller å. Häradets tingsplats var enligt två dokument från 1400-talet beläget vid Kælslöth d.v.s. Källslöten, vilket torde avse den plats vid Vagnhärads kyrka som år 1495 kallades Nora och pekas ut som densamma, men det är även möjligt att platsen var belägen längre västerut närmare sjön Sillen. Sedermera flyttades dock tingsplatsen in till Trosa, vilket alltså var beläget utanför häradet.
Bygden kring Trosa var en rik sådan redan under järnåldern. Namnet förekommer första gången år 1280 men betecknar då en plats c:a 7 km uppströms. Staden kan beläggas först år 1383. Basen för stadens tillkomst var jordbruket i trakten men också den järnproduktion som förekom i Södermanland vid den här tiden. Under 1500-talet grundades stadens hamn upp och den övergavs för en tid, för att sedan åter igen uppstå under 1600-talet, nu med fisket som bas. Trosa har förblivit en av landets minsta städer, även om närheten till Stockholm och järnvägsförbindelserna från Vagnhärad i modern tid har medfört ett hårt befolkningstryck.
I området längs sörmlandskusten är det tätt mellan godsen och bland de större herresätena i Hölebo härad märks bl.a. Hörningsholms slott på gränsen mot Öknebo härad tillhörande familjen Bonde, Tureholms slott som tidigare tillhört samma släkt, Åda säteri som idag är golfbana, Örboholms gård osamt Erikslunds gård. Mest imponerande är ändå Tullgarns slott i Hölö socken norr om Trosa. Det ursprungliga slottet uppfördes av Karl Sture i slutet av 1500-talet. I mitten av 1600-talet bestod det av en större huvudbyggnad i tre våningar med två runda och ett fyrkantigt torn. Från huvudbyggnaden fanns det två flyglar. Dessa anslöt sedan till ytterligare en byggnad, vilket medförde att det bildades en borggård i mitten. Slottets första säkert kända ägare var Tord Köriksson (Bonde) och hans son riddaren Knut Bonde. Han gav det i morgongåva till sin fru Margareta Karlsdotter (Sparre). Det nuvarande slottet fick sitt utseende under en omfattande restaurering som skedde mellan åren 1719-1727 på uppdrag av greve Magnus Julius De la Gardie.
Häradets område inneslöt Trosa stad. Häradet saknade köpingar och municipalsamhällen, men största tätorten är idag Vagnhärad belägen 32 km söder om Södertälje och 41 km nordost om Nyköping.
I samband med kommunalreformen år 1971 införlivades Hölö kommun, där också Mörkö ingått sedan kommunalreformen år 1952, i Södertälje kommun. Resterande delar gick upp i Nyköpings kommun. År 1992 delades denna kommun i tre delar och bl.a. Trosa kommun bildades.

## Län, fögderier, domsagor, tingslag och tingsrätter
Häradet hade sedan 1634 hört till Södermanlands län. 1971 överfördes Hölö och Mörkö socknar till Stockholms län. Församlingarna i häradet har hört Strängnäs stift.
Före 1527 ingick häradet i Telgehus län, för att därefter först intill 1548 ingått i Stockholms slottslän och sedan i Gripsholms län.
Häradets socknar hörde till följande fögderier:
- 1720–1885 Södermanlands läns första fögderi
- 1886–1990 Nyköpings fögderi
- 1971–1990 Södertälje fögderi för Hölö och Mörkö socknar

Häradets socknar tillhörde följande domsagor, tingslag och tingsrätter:
- 1680-1914 (31 augusti) Hölebo tingslag i
- 1680–1878 Oppunda, Villåttinge, Jönåkers, Rönö och Hölebo häraders domsaga, från 1861 benämnd Kungadömets domsaga
- 1879–1914 Nyköpings domsaga (med Jönåkers, Rönö, Hölebo och Daga härader)
- 1 september 1914–1947 Jönåkers, Rönö och Hölebo tingslag i Nyköpings domsaga
- 1948–1970 Nyköpings domsagas tingslag i Nyköpings domsaga

- 1971– Nyköpings tingsrätt och dess domsaga för delarna i Trosa kommun
- 1971– Södertälje tingsrätt och dess domsaga för Hölö och Mörkö socknar.

### Webbkällor
- Nationella arkivdatabasen för uppgifter om fögderier, domsagor, tingslag och tingsrätter